# Синдром Гудпасчера
Синдро́м Гудпа́счера — системний капілярит невідомої етіології з переважним ураженням легень та нирок за типом геморагічних пневмоніту (запальної реакції сполучнотканинних структур легень) та гломерулонефриту. Разом з цим відмічають зв'язок синдрому з вірусною та бактеріальною інфекцією, переохолодженням.

## Історичні відомості
Вперше клінічний синдром описав американський лікар і патолог Ернест Гудпасчер у 1919 році.

## Причини
У зв'язку з виявленням циркулюючих та фіксованих у тканинах антитіл до базальних мембран нирок, що перехресно реагують із базальними мембранами легенів, передбачають можливий аутоімунний генез синдрому. При електронній мікроскопії виявляють зміну базальних мембран альвеолярної перетинки, капілярів легень та нирок, що пов'язують з фіксацією антитіл на базальних мембранах.

## Лікування
Придушення запалення, яке розвинулося у результаті відкладання імунних комплексів за допомогою нестероїдних протизапальних препаратів; модулювання імунної відповіді глюкокортикостероїдами та цитостатичними препаратами. У зв'язку із порушенням агрегатного стану крові, розвитком гіперкоагуляції та ДВС-синдрому призначають антикоагулянти, тромболітичні препарати та антиагреганти. Для попередження відкладання циркулюючих імунних комплексів у судинну стінку застосовують екстракоропоральні методи — плазмоферез, лімфоцитоплазмоферез, карбогемоперфузію та інші методи екстракорпорального очищення крові.